# Zwaluwtongkokermot
De zwaluwtongkokermot (Coleophora therinella) is een vlinder uit de familie kokermotten (Coleophoridae). De wetenschappelijke naam is voor het eerst geldig gepubliceerd in 1848 door Tengstrom.
De soort komt voor in Europa.